# Cinnamomum glanduliferum
Cinnamomum glanduliferum es un árbol de las lauráceas originario de los Himalayas conocido como Falso Alcanforero o Alcanforero en Argentina. Es un ornamental de gran porte, al igual que el árbol al que comúnmente se denomina Alcanforero, Cinnamomum camphora, con el que suele ser confundido.

## Descripción
Como descripto en la Enciclopedia Argentina de Agricultura y Jardinería: "Árbol de gran porte, copa globosa y follaje denso y persistente. Hojas alternas, subcoriáceas, elípticas, acuminadas, más o menos penninervadas, pubérulas, con depresiones pestañosas en las axilas de las nervaduras, glaucas en la cara inferior, de 5-13 cm de largo, por 3-7 cm de ancho; pecíolos de 8-12 cm de largo. Flores amarillentas, dispuestas en panojas axilares. Baya oscura, subglobosa de más o menos 1 cm de diámetro." y "Esta especie se la confunde a menudo con el verdadero alcanforero, poseyendo sus hojas solamente un moderado olor alcanforado. Parte del follaje se torna rojo en otoño."

## Distribución
En Flora of China la informan nativa de: China, Bután, India, Malasia, Myanmar y Nepal.
La Enciclopedia Argentina de Agricultura y Jardinería la informa del "Himalaya".

## Galería

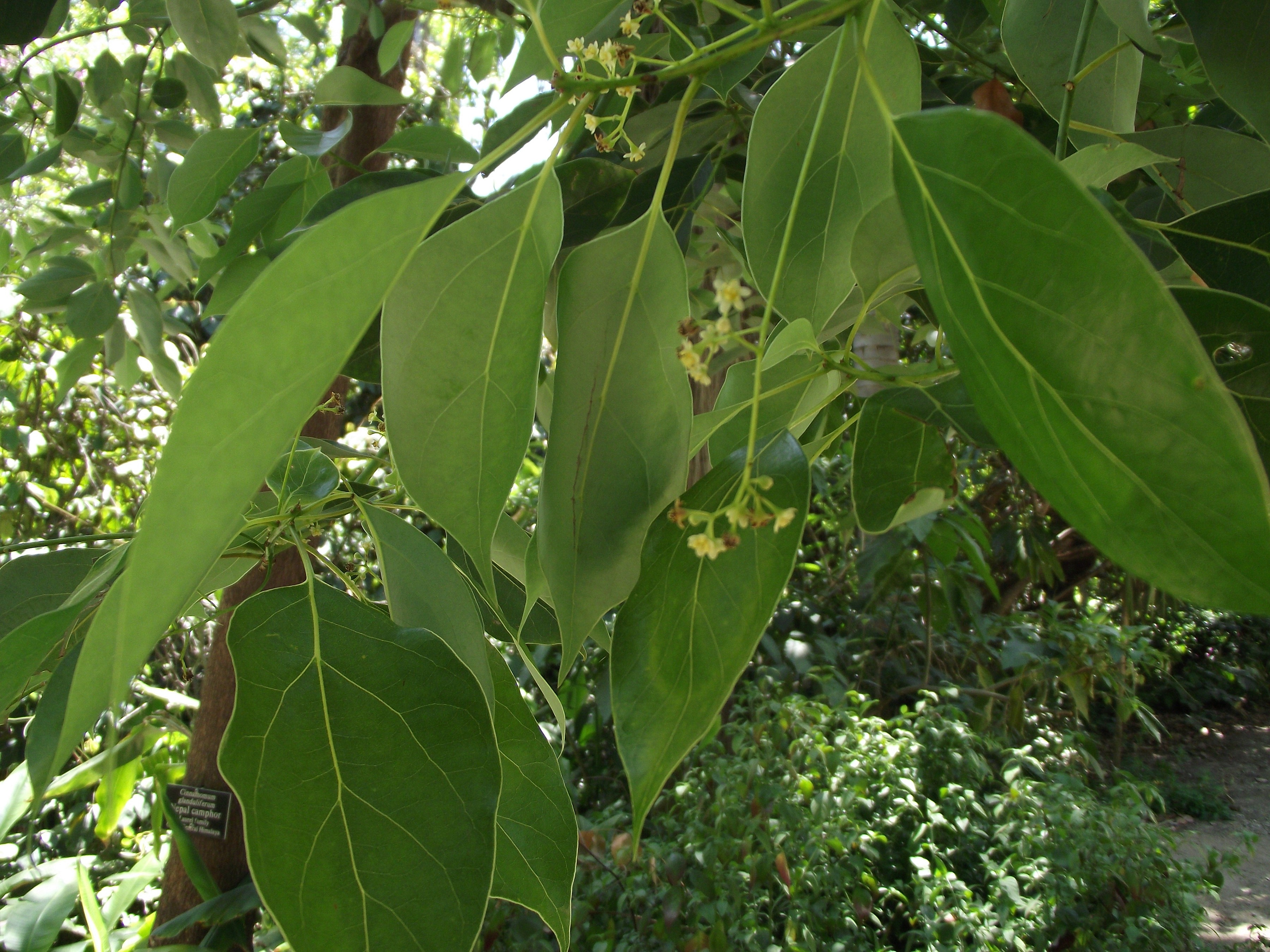
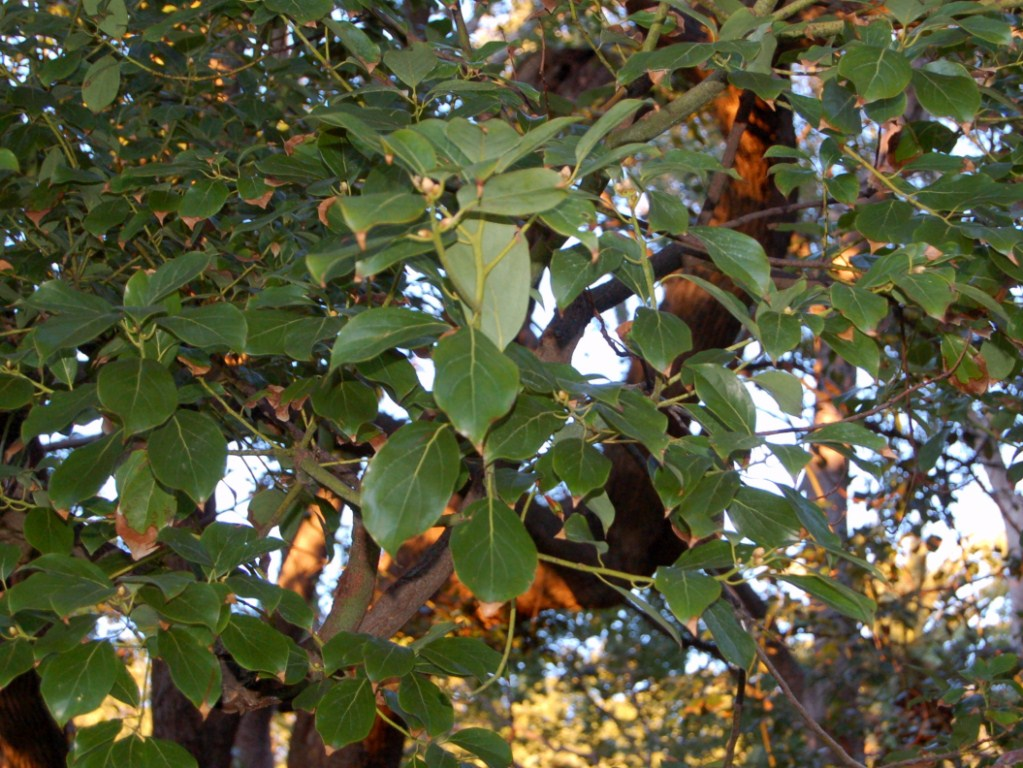
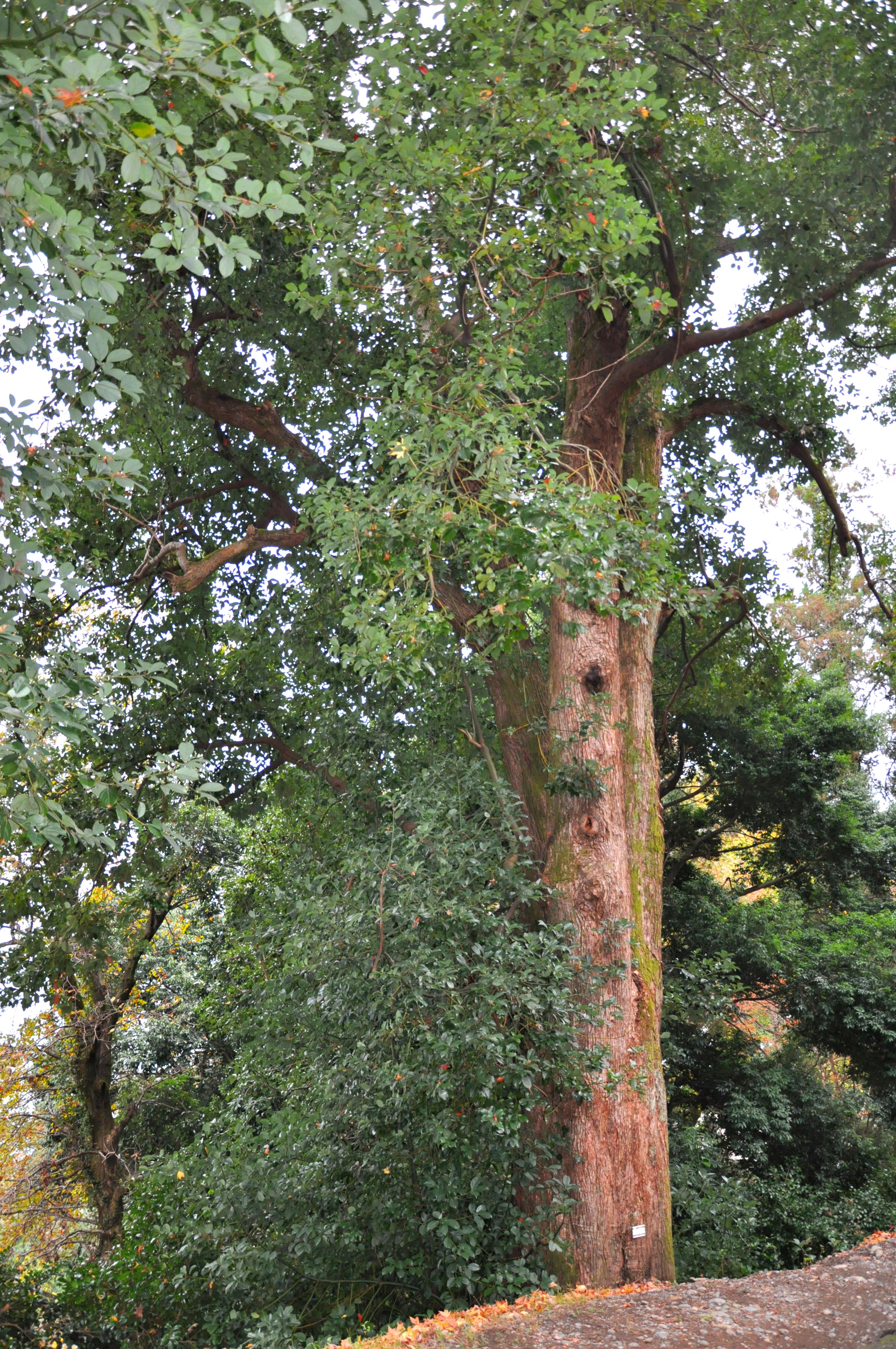

## Hábitat
Flora of China informa que crece en bosques de hoja ancha en regiones montañosas, a una elevación de 1500-2500 m sobre el nivel del mar, a veces encontrándose a alturas más altas.

## Usos
La Enciclopedia Argentina de Agricultura y Jardinería informa su uso como ornamental, y que es cultivada en Argentina en más escala que Cinnamomum camphora (el alcanforero), con el cual se confunde.